# ۸۷۰ (خورشیدی)
۸۷۰ هشتصد و هفتاد و یکمین سال هجری خورشیدی است.